# Frascineto
Frascineto (albanès Frasnita) és un municipi italià, dins de la província de Cosenza. L'any 2006 tenia 2.378 habitants. És un dels municipis on viu la comunitat arbëreshë. Limita amb els municipis de Cassano allo Ionio, Castrovillari i Civita.

## Administració
| Període | Identitat           | Partit        |
| ------- | ------------------- | ------------- |
| 2006-   | Francesco Pellicano | Llista cívica |